# Kathleen Monahan
Kathleen Monahan –conocida como Katie Monahan– es una jinete estadounidense que compitió en la modalidad de salto ecuestre. Ganó una medalla de oro en el Campeonato Mundial de Saltos Ecuestres de 1986, en la prueba por equipos.

## Palmarés internacional
| Campeonato Mundial | Campeonato Mundial | Campeonato Mundial | Campeonato Mundial |
| Año                | Lugar              | Medalla            | Categoría          |
| ------------------ | ------------------ | ------------------ | ------------------ |
| 1986               | Aquisgrán (RFA)    | Medalla de oro     | Por equipos        |